# 弗農鎮區 (密蘇里州克拉克縣)
弗農鎮區（英語：Vernon Township）是位於美國密蘇里州克拉克縣的一個行政鎮區。

## 地方資料
弗農鎮區的面積為31.40平方千米，當中陸地面積為24.87平方千米，而水域面積為6.53平方千米。根據2020年美國人口普查的數據，當地共有人口129人，而人口密度為每平方千米4.11人。